# 樹林區地名列表
新北市樹林區地名列表是個介紹新北市樹林區小地名的條目。樹林區有各種不同的小地名，從不同的小地名我們可以知道樹林區開發的過程，以下為小地名的介紹－

## 樹林（風櫃店）地區
- 樹林區都市發展漸趨飽和，市區向西延伸至後火車站一帶，是為今日樹福里、樹西里中山路一段（保安街一段口至育英街口）一帶。後站的中山路一段比前站的鎮前街、博愛街更為整齊，成為樹林區的商業金融中心。

- 樹林區最早開發的地方之一，是為今日的樹北里、樹東里鎮前街與博愛一街口（樹林火車站出口）一帶。

## 圳安（圳岸腳）地區
- 圳安（圳岸腳）：古代先民開墾台灣時，大多需要興建水圳來灌溉農田，樹林區的發展亦不例外。開墾樹林區的漢人於樹林區興建了二個主要的水圳－張厝圳（日治時期改名為後村圳）、福安圳（後來改名為十二股圳），其中有部分先民沿著後村圳水邊築屋而居，漸成聚落。台灣閩南語中，將水邊稱為岸腳，圳岸腳即意指「後村圳圳水旁邊的聚落」，戰後，原本台語發音的圳岸腳的“圳岸”與北京話發音的“圳安”諧音，而設置圳安里，隨著人口增加，圳安里再分出圳民、圳生、圳福三個里。

## 彭福（彭厝莊）地區
- 彭福（彭厝莊）：廣東籍彭姓客家人，

## 三多（三角埔）地區
- 三多（三角埔）：

- 鍾厝：與彭厝地名由來近似，係指以泉州同安人鍾姓家族。

- 獇寮（獇仔寮）：

- 靈勝岩：

## 潭底地區
- 潭底：樹林區最早開發的地方。

- 陂地：

- 陂墘：

- 坡內（坡內坑）：

- 大竹圍：

- 後壁厝：

- 南寮仔：

- 狗蹄山：

- 崁仔頂：

- 艋甲溪：

## 山佳（山仔腳）地區
- 山佳（山仔腳）：山仔腳意指「位於龜崙嶺丘陵大棟山山腳下的聚落」，遂將山仔腳改稱山佳，取其「希望山仔腳地區能成為住民心中美好家園」之意。

- 中坑：

- 橫坑仔：

- 蓋淡坑：

- 石灰坑：

- 大高坑：

- 上斗門頭：

- 下斗門頭：

## 柑園地區
- 柑園：清乾隆年間，大嵙崁溪（今大漢溪）氾濫成災，水退去後，大嵙崁溪（今大漢溪）溪底的石頭看的清清楚楚，遂將大嵙崁溪（今大漢溪）南側之聚落稱為「石頭溪」。乾隆中晚期，粵籍移民入墾，於此廣植柑樹，所以此地又稱作「柑園」。

- 田尾：位於東園里。因地處田地末端而得名。以現在的東園里轄境來看，田尾位於庄境的西端，而埔頭則位於庄境的東端。在田尾街196巷內設有田尾福德宮。

- 崙仔：位於北園里。

- 十八間：位於南園里。西元1969年前後，曾有建商在今佳園路三段東側興建18棟連棟式商店街屋而得名。

- 公厝仔：位於南園里，因陳姓居民在此建有宗祠而得名。陳姓宗祠位於佳園路三段113巷內，宗祠旁曾有一棵大榕樹，現已不存；而佳園路三段99巷內，則設有公厝股福德宮，

- 溪墘厝：即今日西園里南半部與柑園里，因鄰近溪邊而得名。日治時代昭和年間，該處南側尚為大漢溪的分流，直到戰後興築堤防，大漢溪流路受到約束，該分流遂轉變為耕地或建地的土地利用。

- 三塊厝：即今日北園里，與東園里的極小部分，最早來此開發的漢人於此興建三間房屋，後人稱為「三塊厝」。三塊厝福德祠位於東園里田尾街。

- 樟樹窟：即今日西園里北半部。據聞早期有一窪地，岸多樟樹而得名。最遲至道光十六年（1836）的《淡水廳志》，已見到「樟樹窟庄」的記載。此聚落在柑園街二段363巷口設有福德宮。

- 桃子腳：即今日南園里，先民於此廣植桃樹，桃樹成林，並於此興建村莊。桃子腳即為今日的南園里。在西元2000年初，台北縣政府（今新北市政府）與樹林市公所（今樹林區公所）和三峽鎮公所（今三峽區公所）著手進行樹林市（今樹林區）桃子腳地區和三峽鎮（今三峽區）隆恩埔地區的都市計畫案，配合國立台北大學三峽校區的設立，讓臺北大學特定區（桃子腳和隆恩埔）成為新北市新的住宅特定區，帶動樹林和三峽的發展。

- 上石頭溪、下石頭溪：即今日西園里、東園里，因溪流多石頭而得名。早期石頭溪的聚落，主要分布在大漢溪、三峽河的網流地帶，該聚落尚依照地勢高低，大致以今民權路頭、柑園路一段253巷為界，將位於下游者稱為下石頭溪，近上游者，則稱為上石頭溪。該聚落在田尾街與柑園街一段133巷交會處設有東園福德宮。